# عدور (زيلايي)
عدور (بالفارسية: عدور) هي قرية تقع في إيران في قسم زیلایی الريفي. يقدر عدد سكانها بـ 97 نسمة بحسب إحصاء 2016.